# Солис, Джон (футболист)
Джон Э́льмер Соли́с Роме́ро (исп. Jhon Élmer Solís Romero; 3 октября 2004, Гуакари, Колумбия) — колумбийский футболист, полузащитник испанского клуба «Жирона».

## Клубная карьера
1 сентября 2023 года Джон подписал пятилетний контракт с испанским клубом «Жирона».
27 сентября 2023 года Солис дебютировал за «Жирону» в матче чемпионата Испании против «Вильярреала».